# カール・チリンギルヤン
カール・チリンギルヤン（ドイツ語: Carl Tchilinghiryan、1910年2月27日 - 1987年5月8日）は。ドイツの実業家。
チボーの創業者の1人。

## 経歴・逸話
ドライフルーツの専門店を営んでいた。1949年、マックス・ヘルツとともに、『Frisch-Röst-Kaffee Carl Tchiling GmbH』（現・チボー）を設立した。チボーを利用する客に自身のアルメニア語の名が発音しやすいよう、自身の名の綴りをCarl Tchiling-Hiryanに変更したという話もある。

## 死去
77歳で死去した。ハンブルクのオールズドルフ墓地に両親と共に埋葬されている。チボーは、ヘルツ家のIngeburg Herz（マックス・ヘルツの未亡人）とその息子であるMichael HerzとWolfgang Herzが、Maxingvest AGという会社を通じて100％所有している。

## 出版
- Der Hamburger Hauptfriedhof Ohlsdorf. Geschichte und Grabmäler - Band 1 und Band 2. Hans Christians Verlag. Hamburg, 1990
- Hamburgische Biografie - Personenlexikon, Bd. 5

## 参考資料
- HANDEL / KAFFEE - Heiß wie die Hölle. Der Spiegel. 17.10.1962
- Der Parkfriedhof Ohlsdorf in Hamburg, Teil II. Münchener Begräbnisverein e.V.

- Barbara Leisner, Heiko K. L. Schulze, Ellen Thormann: Der Hamburger Hauptfriedhof Ohlsdorf. Geschichte und Grabmäler. 2 Bände und eine Übersichtskarte 1:4000, Hans Christians, Hamburg 1990, ISBN 3-7672-1060-6.